# Melisa Teo
Melisa Teo (* 5. února 1975) je singapurská fotografka žijící a pracující v Paříži. Dlouhá léta zaměřovala svůj fotoaparát na náboženská témata, ale ústředním tématem její fotografie je v ssoučasné době příroda.

## Kariéra
V letech 2008 až 2011 dokumentovala Teo svou cestu světy buddhismu, hinduismu a Santerie v Asii a Latinské Americe, ve snaze porozumět spiritualitě a roli božství prostřednictvím náboženství a víry.
Výsledek byl kontrastován s fotografiemi zesnulého francouzsko-íránského fotografa Abbase v díle nazvaném Dark Light. Vyšlo také v knize Light From Within (Canvas, Singapur 2012) / Lumière Surgie de l'Intérieur (Les Éditions du Pacifique, Paříž, 2012).
V roce 2013 se Teo zúčastnila 7 dní v Myanmaru, knižního a multimediálního projektu zahrnujícího 30 fotografů, z nichž každý během stejných sedmi dní dokumentoval jiný region Myanmaru.
V letech 2014 až 2016 cestovala z Vietnamu do Laosu, Tchaj-wanu do Izraele, Maroka do Francie a přesunula své zaměření od hledání spirituality v náboženských obřadech a rituálech k jejímu nalézání v každodenním životě, což vedlo k dílu The Light Beyond.Šablona:Primary source inlineŠablona:Primary source inline In the same year, with the project Eden, Teo se obrátila k přírodě jako ústřednímu tématu své tvorby.
V letech 2018 až 2019 fotografovala pařížské stromy se zaměřením na intuitivní vztah člověka k přírodě. Tato práce byla publikována v Les Arbres de Paris / The Trees of Paris(Les Éditions du Pacifique, Paris, 2020), s předmluvou francouzského autora Sylvaina Tessona.
Teo také spravuje Fonds Abbas Photos, který chrání, uchovává a propaguje dílo a dědictví fotografa Magnum Abbase, který zemřel v roce 2018.
V roce 2022 byla předmětem dokumentárního filmu v televizním seriálu Find Me a Singaporean, který představuje její práci a život v Paříži.
Před fotografováním se Teo věnovala vydávání knih.

## Publikace
- Dark Light (katalog výstavy), vydala 2902 Gallery, Singapur, 2011
- Light From Within (Světlo zevnitř) s doslovem od Abbase, vydalo nakladatelství Canvas, Singapur, 2012
- Lumière Surgie de l'Intérieur (francouzské vydání Light From Within), vydalo Les Editions du Pacifique, Paříž, 2012
- The Light Beyond (katalog výstavy) s textem Parisa Reza, vydal The Arts House, Singapur, 2016
- Les Arbres de Paris / The Trees of Paris s předmluvou Sylvaina Tessona, vydal Les Editions du Pacifique, Paříž, 2020

## Samostatné výstavy
- 2012: Světlo zevnitř, Cathay Gallery, Singapur
- 2012: Světlo zevnitř, JAS Gallery, Paříž
- 2016: The Light Beyond, The Arts House, Singapur
- 2016: Eden, Chan + Hori Contemporary Gallery, Singapur
- 2020-2021: Les Arbres de Paris/Stromy Paříže, galerie, Alliance Française de Singapour, část Voilah! Festival France Singapore a Singapurský týden umění
- 2022: Les Arbres de Paris / 巴黎的树, Věž žlutého jeřába, Wuhan, Čína, součást kulturního festivalu Croisements France China Cultural Festival

## Společné a skupinové výstavy
- 2011: Dark Light s fotografem Abbasem, 2902 Gallery, Singapur
- 2013: 7 dní v Myanmaru od 30 skvělých fotografů, Chatrium Yangon, Myanmar
- 2017: Art Stage, Marc de Puechredon Gallery Basel, Singapur
- 2022: Look Up, Intersections Gallery v kampusu EHL v Singapuru

## Filmografie
- 2022: Find Me a Singaporean, Ep. 6 (produkce: Threesixzero Productions a vysílán na Channel U)